# Capcigrany
|  | No s'ha de confondre amb capsigrany. |

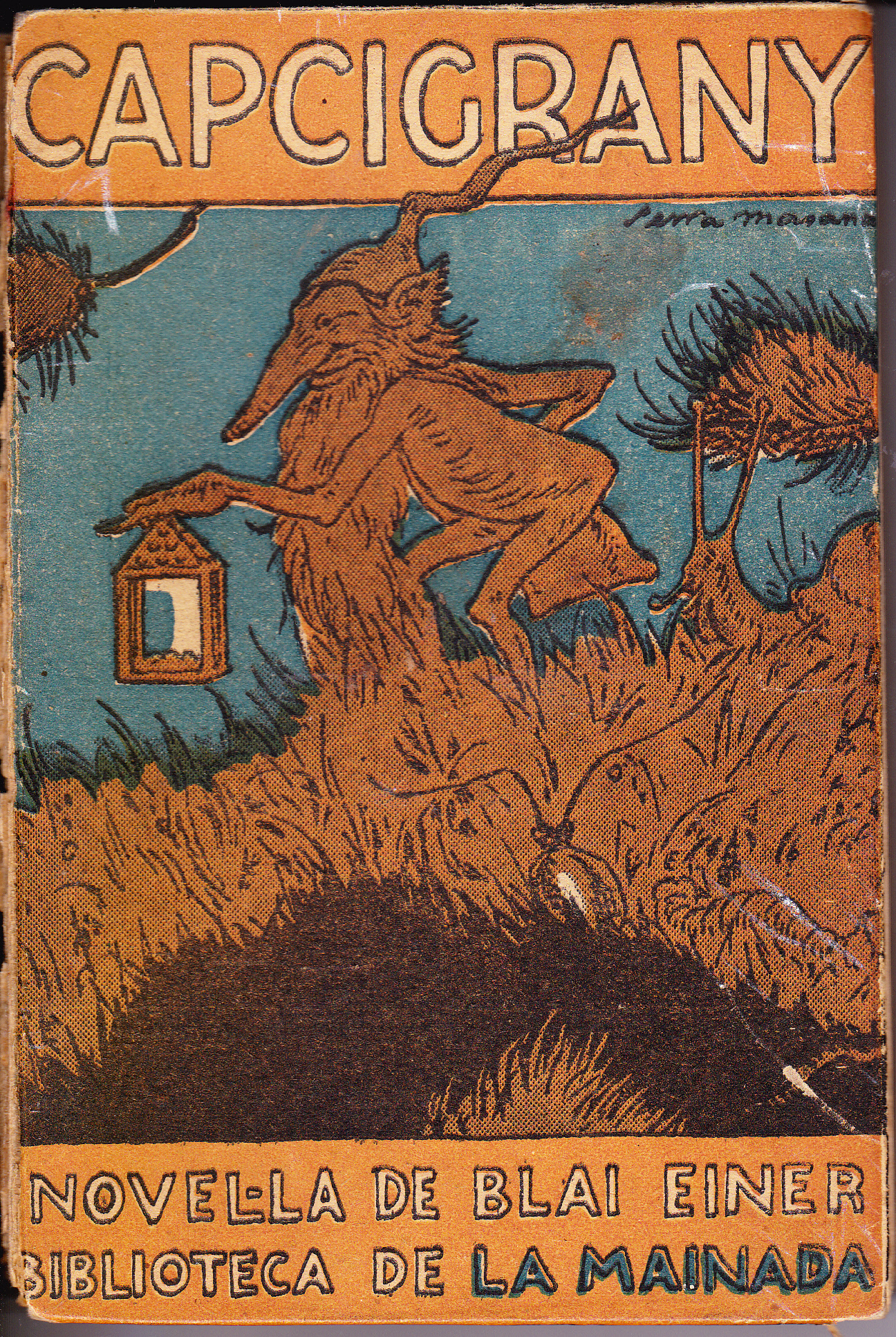
Coberta de l'edició en fulletó de la Biblioteca de La Mainada (1922)

Capcigrany és una novel·la infantil de Blai Einer (pseudònim de Francesc Maspons i Anglasell) publicada inicialment al fulletó col·leccionable de la revista La Mainada el 1921-22 i posteriorment editada en forma de llibre a Vic per Avel·lí Artís i Balaguer el 1922. Tant l'edició de fulletó com el llibre van comptar amb il·lustracions de Josep Serra i Massana. L'autor va dedicar la novel·la a la seva tia paterna, l'escriptora i folklorista Maria de Bell-lloc.

## Argument

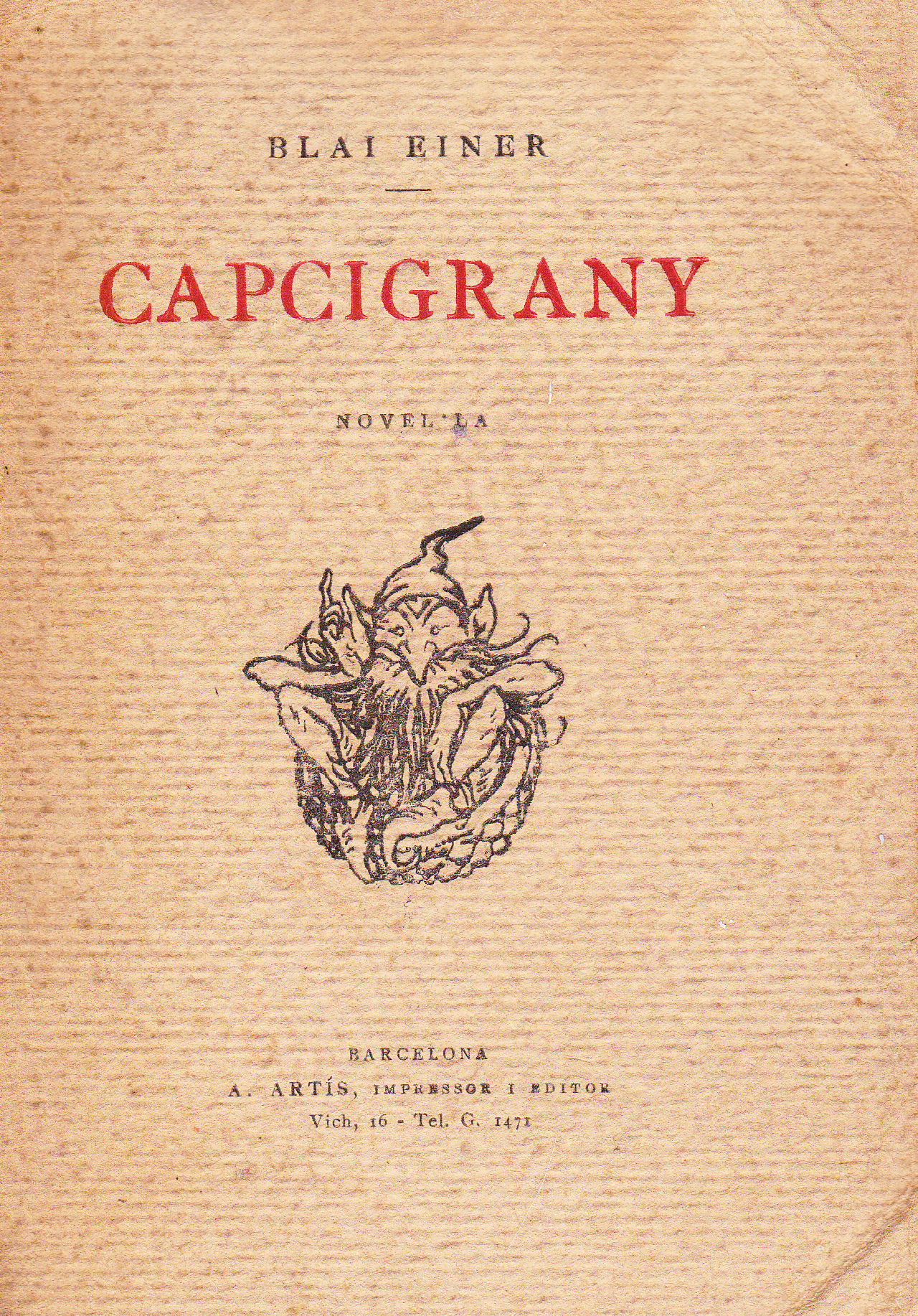
Coberta de l'edició en forma de llibre (Avel·lí Artís, Sabadell, 1922)

El llibre explica les aventures del follet Capcigrany, que viu al bosc de l'Aligué (a les Cingles de Bertí) amb els seus fills Blauet, Floc i Ala de Pinyó. El follet se sent vell, infeliç i incomprès dels seus fills i emprèn una recerca de la felicitat i la satisfacció que el durà a viure tot d'aventures i a conèixer un munt de personatges, tant animals i éssers màgics com humans. Les aventures culminaran a Castellcir, al Castell de la Popa.

## La Biblioteca de La Mainada
La Mainada va ser una revista infantil que va aparèixer el 10 de juny de l'any 1921 i es va publicar fins al 23 de novembre del 1923, quan la dictadura de Primo de Rivera la va clausurar Amb una periodicitat setmanal, va arribar a treure 129 números. L'editava i dirigia Avel·lí Artís i Balaguer i n'era redactor en cap Joan Laguia i Lliteras.
La revista va publicar també una col·lecció de novel·les infantils extenses —la Biblioteca de La Mainada— que anaven apareixent setmanalment en forma de fulletó de 16 pàgines. Se'n van arribar a publicar set títols:
- Els camins de la sort, de R. Raventós
- Capcigrany, de Blai Einer (Francesc Maspons i Anglasell)
- Jovita, de J. Jesuald Bladé
- Les històries de l'oncle Scrooge, de G. Ll. Pla
- El penjoll d'or, de Montserrat Puigmal
- En Jan petit, de Montserrat Puigmal

## Lèxic
Com era habitual a la literatura infantil de l'època, Capcigrany està escrit en un llenguatge molt ric, acurat i elevat, amb gust per recollir aforismes, frases fetes, noms de plantes i animals... La gran riquesa de la seva prosa fa que formi part de la bibliografia de referència del Diccionari Català-Valencià-Balear, que recull molt dels termes que hi apareixen i el cita en força ocasions en els exemples.

## Referents geogràfics i llegendaris
Les aventures del follet transcorren inicialment al terme de Bigues i Riells, població on hi ha la casa pairal dels Maspons. Són constants les referències a veïnats i masies del poble (el Rieral, Can Regasol, Can Sapera…) i els pobles del voltant (Can Brustenga, a Santa Eulàlia de Ronçana; el Clascar de Bertí, a Sant Quirze Safaja). L'acció de la novel·la, com ja s'ha dit, culmina i acaba a Castellcir. Això fa que qualsevol lector de la zona pugui reconèixer amb facilitat, fins i tot avui dia, els paisatges i els punts de referència. A més d'aquests referents geogràfics, a la novel·la apareixen altres personatges del llegendari català, com les dones d'aigua o el Fort Farell.

## Actualitat de la novel·la
Capcigrany, per la riquesa del seu estil i el seu lèxic, resultaria una obra molt difícilment accessible per a un infant d'avui dia. Dins els actes de commemoració del cinquantenari de la mort de Francesc Maspons i Anglasell, l'Ajuntament de Bigues i Riells ha editat una versió del llibre actualitzada però respectant al màxim l'original, a càrrec de l'escriptor Pau Joan Hernàndez.